# Sunny Hill
Le Sunny Hill (in hangŭl 써니힐) sono un girl group sudcoreano formatosi nel 2007.

## Formazione

### Formazione attuale
- Lee Mi-sung (이미성) - dal 2011
- Jubi (Kim Eun-young 김은영) - dal 2007
- Lee Seung-ah (이승아) - dal 2007
- Kota (Ahn Jin-ah 안진아) - dal 2010

### Ex componenti
- Kim Jang-hyun (김장현) - dal 2007 dal 2014

## Discografia

### Album studio
- 2014 - Sunny Blues Part A
- 2015 - Sunny Blues Part B

### EP
- 2011 - Midnight Circus
- 2012 - Antique Romance
- 2013 - Young Folk

### Singoli
- 2007 - Love Letter
- 2008 - 2008 My Summer
- 2012 - The Grasshoppers